# Adrien Allain
Pour les articles homonymes, voir Allain (homonymie).
Adrien Allain, né le 13 juin 1986 à Rennes en Bretagne, est un joueur de poker professionnel français. Plus connu sous le pseudo de « zlatan35 » sur internet.

## Biographie
Adrien Allain est un jeune talent de la nouvelle scène française du poker.
Né à Rennes en 1986, il suit une scolarité classique et obtient son diplôme du baccalauréat STT (Sciences et Technologies Tertiaires). Il décide à 19 ans d’arrêter les études afin d’entrer dans le monde actif. Il multiplie alors les petits boulots (serveur, manutentionnaire, grande distributions…).
Victime d’un accident à la main à 21 ans, il est contraint d’être arrêté pendant un an car, à la suite de complications chirurgicales, il contracte un staphylocoque doré. Mais son année « sabbatique » n’est pas vaine puisque c’est à ce moment qu’un ami lui fait découvrir le poker...
Ayant tout de suite accroché, il se passionne vivement pour ce jeu et se construit en quelques mois un palmarès online sur PKR, en multipliant les sessions cash et les tournois.
Malgré une belle réussite financière sur les tables internet, le poker ne reste à ce moment-là qu’une passion, c’est pourquoi il retourne travailler mais cette fois dans un milieu plus plaisant que les précédents, Adrien Allain est désormais employé à l’accueil d’une banque. Il occupe ce poste durant 1 an tout en continuant en parallèle à perfectionner son jeu sur internet et en se faisant une réputation sur PKR. Il multiplie les performances onlines en cash et en tournois où il gagne notamment une qualification pour un 1er tournoi live « le PKR live II » lors duquel il décrochera également sa 1re performance en terminant 6e sur 150 pour un gain de 4 250$.
En mars 2009, il prend la décision de démissionner pour se consacrer au poker et en vivre pleinement. Par la suite, il s’emploie à perfectionner son jeu en multipliant les sessions de cash game et les tournois online. Ses efforts sont récompensés puisqu’il gagne en juillet un package pour l’APT Macau 2009 qui se déroule mi-août. En présence de 326 joueurs, Adrien Allain triomphe et remporte le titre de champion d’Asie ainsi que la somme de 391 000$.

## Circuit Live
À la suite de sa victoire à l'APT de Macao, PKR lui propose un contrat de sponsoring d’un an pour représenter la room dans les tournois en France (EPT, BPT, PPT, WPT…) ainsi qu'en Europe et aux WSOP de Las Vegas en 2010.
À son retour, son contrat de sponsoring arrive à son terme, riche de cette expérience Adrien Allain décide de ne pas renouveler le partenariat et voler de ses propres ailes afin de trouver un sponsoring plus alléchant.
BarrièrePoker le repère à la suite de sa seconde place du BPT de Deauville en août 2010 et il est retenu pour participer au casting Barrière Poker Player 2011 qui a eu lieu à la finale du BPT d’Enghien-les-bains le 11 novembre 2010
Après plusieurs épreuves pratiques et écrites lors de ce casting (Sit and Go, Heads Up, questionnaire) , il remporte le contrat de sponsoring d'un an d'une valeur de 120 000 euros et devient le Barrière Poker Player 2011.
Après la fermeture de Barrière Poker en septembre 2013 , Adrien quitte la team Barrière.
En juillet 2015 , la structure ONPOK fît son apparition dans le monde du poker et décide de faire confiance à Adrien et 4 autres joueurs pour représenter sa marque sur les plus grands tournois du monde dont plusieurs EPT.

## WSOP/WSOPE
Lors de sa première participation au Main Event à Las Vegas, il termine ITM et 630e.
Il a 2 tables finales des WSOPE à son actif : Event #1 en 2011 et Event #4 en 2012.
En 2011, il gagne le WPT D'Amnéville en 2011 et devient ainsi le 6e français a remporter un WPT.
En 2013 Il termine 12e du Main Event des WSOPE à Enghien Les Bains en 2013.
En 2016, il termine 2e du tournoi 5 000 $ 6-Max des WSOP.

## Performances Live
| Année | Classement et Tournois                           | Gains (US Dollars) |
| ----- | ------------------------------------------------ | ------------------ |
| 2009  | 6e PKR live II                                   | 4250 $             |
| 2009  | 1er APT Macao Main Event                         | 391500 $           |
| 2010  | 8e Open de France Mandelieu                      | 2953 $             |
| 2010  | 6e Evian Poker Open                              | 23864 $            |
| 2010  | 70e WSOP Event #2                                | 5620 $             |
| 2010  | 630e WSOP Main Event                             | 21327 $            |
| 2010  | 2e BPT de Deauville                              | 61526 $            |
| 2010  | 15e WPT Amnéville Side Event                     | 2207 $             |
| 2010  | 12e Grande finale du BPT                         | 11287 $            |
| 2011  | 18e Grand finale FPS                             | 7357 $             |
| 2011  | 1re Hold'em Série Cannes                         | 73640 $            |
| 2011  | 4e EPT San Remo Side Event                       | 125492 $           |
| 2011  | 1er BPT Dinard Side Event 550E                   | 7982 $             |
| 2011  | 5e WSOPE Event #1                                | 61784 $            |
| 2011  | 14e WSOPE Event #4                               | 9235 $             |
| 2011  | 1er WPT Amnéville                                | 471025 $           |
| 2011  | 15e Hold'em Serie ACF                            | 4545 $             |
| 2011  | 1er Hold'em Série Cannes                         | 31500 $            |
| 2012  | 1er Cannes Winter Deepstack                      | 37692 $            |
| 2012  | 5e WSOPE Event #4                                | 34865 $            |
| 2013  | 16e WPT National Paris                           | 4944 $             |
| 2013  | 24e BPT Enghien                                  | 3216 $             |
| 2013  | 12e WSOPE Main Event                             | 47975 $            |
| 2014  | 47e WPT Marrakech Side Event                     | 1148 $             |
| 2014  | 15e Unibet Open Londres Main Event               | 6258 $             |
| 2015  | 141e EPT Barcelone                               | 11500 $            |
| 2015  | 21e EPT Barcelone Side Event Bounty              | 2740 $             |
| 2015  | 3e MSOP Speed Deep Stack 660$                    | 10000 $            |
| 2015  | 1re MSOP 8Max PLO 880$                           | 13000 $            |
| 2015  | 16e WPTN Marrakech                               | 5577 $             |
| 2015  | 16e WSOPE Main Event                             | 32554 $            |
| 2015  | 21e WSOPE Event #6                               | 9072 $             |
| 2015  | 24e APPT                                         | 28000 $            |
| 2016  | 45e EPT Dublin                                   | 12691 $            |
| 2016  | 37e Unibet Open Londres Main Event               | 2518 $             |
| 2016  | 46e WPT Showdown Championship                    | 13089 $            |
| 2016  | 35e WPT Seminole Hard Rock                       | 20150 $            |
| 2016  | 2e Grande Finale EPT Monaco                      | 659033 $           |
| 2016  | 233e WSOP Event #2                               | 1120 $             |
| 2016  | 2e WSOP Event #35                                | 346632 $           |
| 2016  | 79e WSOP Event #48                               | 7507 $             |
| 2016  | 15e WSOP Event #46                               | 20165 $            |
| 2016  | 21e 888 Live London Festival Main Event          | 2777 $             |
| 2016  | 8e WSOP International Circuit Heads Up Challenge | 2964 $             |
| 2016  | 83e EPT Prague                                   | 14447 $            |
| 2017  | 31e Unibet Open Londres Main Event               | 3392 $             |
| 2017  | 41e PokerStars Championship Main Event           | 9780 $             |
| 2017  | 44e WSOP Event #24                               | 3505 $             |
| 2017  | 36e WSOP Event #47                               | 30460 $            |
| 2017  | 41e MSOP Main Event                              | 8620 $             |
| 2017  | 4e MSOP Mix Max                                  | 11935 $            |
| 2018  | 16e PokerStar Festival Main Event                | 8525 $             |
| 2018  | 1692e WSOP Event #7                              | 832 $              |
| 2018  | 447e WSOP Event #21                              | 4038 $             |
| 2018  | 33e WSOP Event #58                               | 14004 $            |